# Silvère Ganvoula M'boussy
Silvère Ganvoula M'boussy (22 de junho de 1996) é um futebolista profissional congolês que atua como atacante.

## Carreira
Silvère Ganvoula M'boussy representou o elenco da Seleção Congolesa de Futebol no Campeonato Africano das Nações de 2015.